# St. Afra (Täferrot)

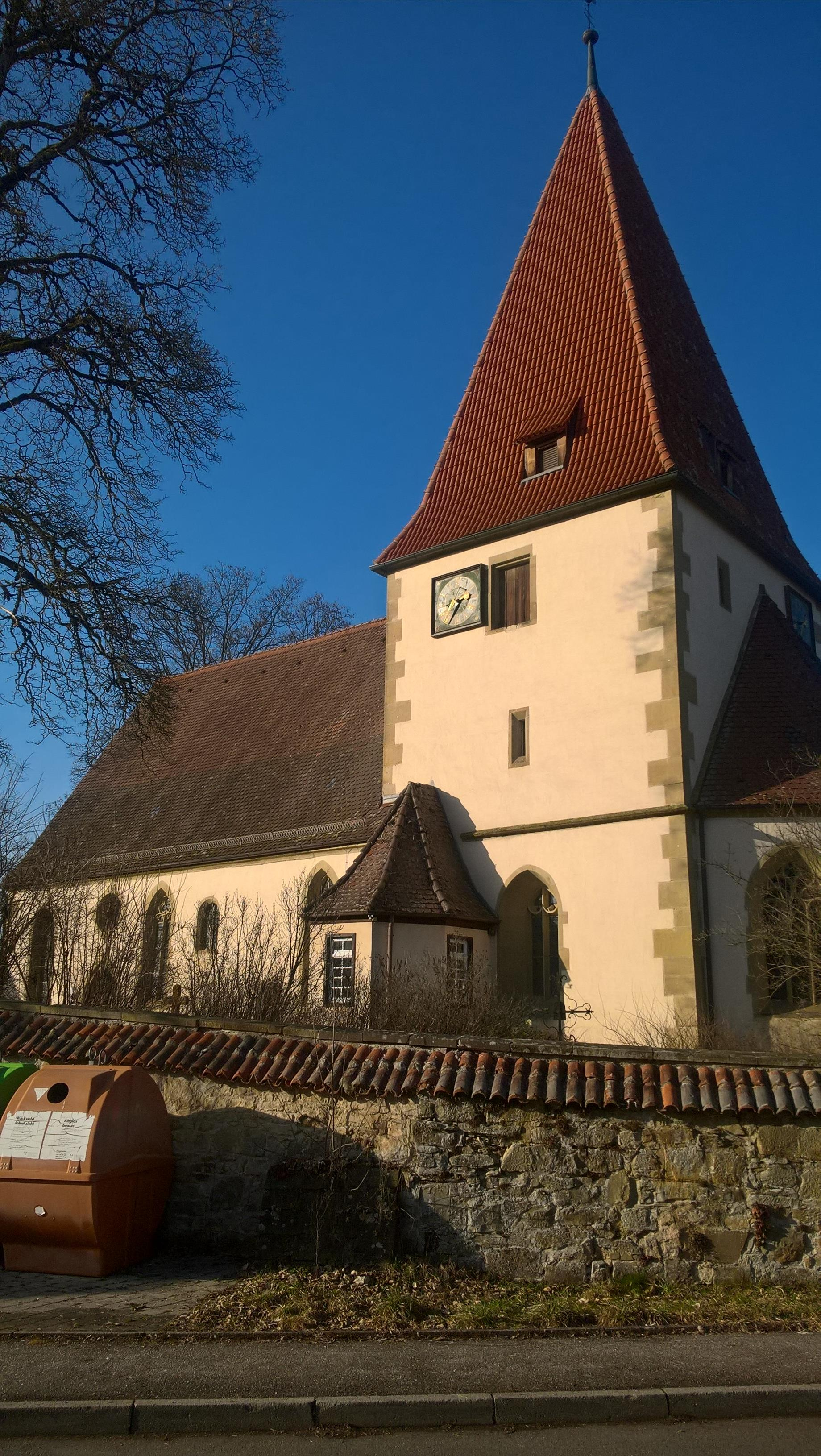
St. Afra in Täferrot

Die evangelische Pfarrkirche St. Afra ist ein geschütztes Kulturdenkmal nach dem Denkmalschutzgesetz. Sie steht in Täferrot, einer Gemeinde im Ostalbkreis in Baden-Württemberg. Die Kirchengemeinde gehört zum Kirchenbezirk Schwäbisch Gmünd der Evangelischen Landeskirche in Württemberg. Namensgeberin der Kirche ist Afra von Augsburg.

## Beschreibung
Das Langhaus der spätgotischen Saalkirche wurde 1491 auf den Grundmauern der Vorgängerkirche erbaut. Der Chorturm im Osten des Langhauses blieb im Kern erhalten. Der dreiseitig geschlossene Chor ragt über die Ostwand des Chorturms hinaus. Das oberste Geschoss des Chorturms beherbergt die Turmuhr und den Glockenstuhl. Darauf sitzt ein Pyramidendach. 
Zur Kirchenausstattung gehören ein um 1500 gebautes Kirchengestühl aus der 1525 teilweise ausgebrannten Klosterkirche von Lorch sowie ein monumentales Triumphkreuz. An der Nordempore wurden 1560 Malereien nach Vorlagen Albrecht Dürers angebracht. Die Kanzel ist mit Darstellungen von Christus als Weltenrichter und den vier Evangelisten geschmückt.
Die Orgel mit 13 Registern wurde 1965 von der Giengener Orgelmanufaktur Gebr. Link nach Plänen von Helmut Bornefeld gebaut und 2017 überholt.